# Mielechowo (Białoruś)
Mielechowo, Melechowo (biał. Мялёгава, Mialohawa; ros. Мелёгово, Mielogowo) – wieś na Białorusi, w obwodzie grodzieńskim, w rejonie lidzkim, w sielsowiecie Trzeciakowce.

## Historia
W XIX i w początkach XX w. folwark położony w Rosji, w guberni wileńskiej, w powiecie lidzkim, w gminie Dokudowo. Siedziba okręgu wiejskiego.
W dwudziestoleciu międzywojennym wieś leżąca w Polsce, w województwie nowogródzkim, w powiecie lidzkim, w gminie Dokudowo. W 1921 miejscowość liczyła 42 mieszkańców, zamieszkałych w 8 budynkach, wyłącznie Polaków. 30 mieszkańców było wyznania rzymskokatolickiego i 12 prawosławnego.
Po II wojnie światowej w granicach Związku Sowieckiego. Od 1991 w niepodległej Białorusi.